# イスタンブール港
イスタンブール港とは、イスタンブールにある、トルコ国内有数の港湾。大規模なコンテナターミナル等を擁する。

## 港湾の一覧
Ambarli
マルマラ海の北岸に位置する港湾の総称。イスタンブール市街中心部から約34kmの位置にある。大きく二つに分かれており、私営のバルク貨物およびコンテナ貨物を扱うAmbarli New Portとオイルプラットフォームがある地域からなる。
Haydarpasa
ボスポラス海峡のアナトリア側に位置する港湾。マルマラ海沿岸部で最大のコンテナターミナルを有し、ハイダルパシャ駅へのアクセスも至便である。